# هتهیان
هتهیان (به انگلیسی: Hathian) یک روستا در پاکستان است که در ناحیه مردان واقع شده‌است.